# Portuguese Settlement, Malacca

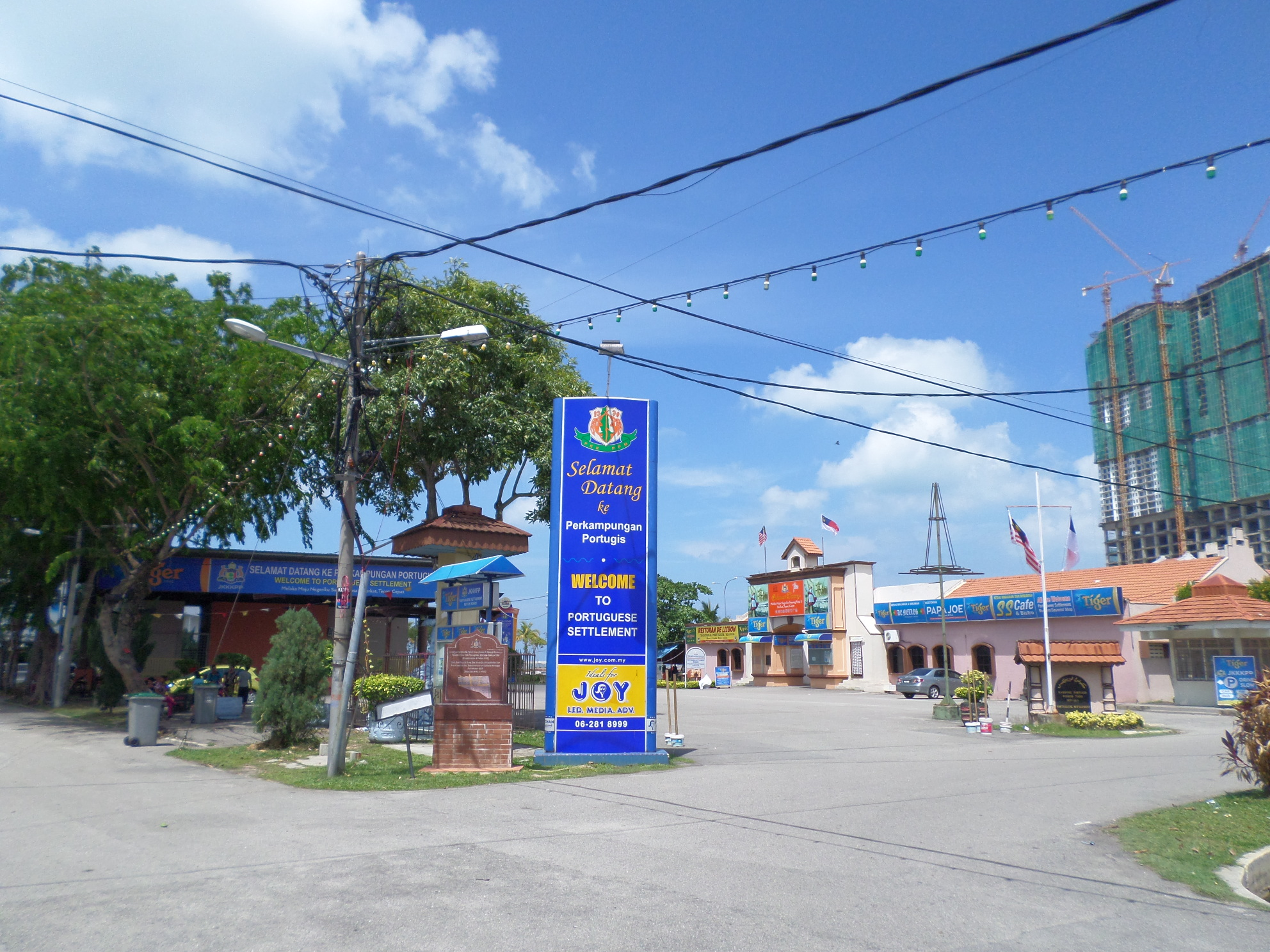
Assentamento Português (Aldeia de São João)

O Assentamento Português (St John's Village; em português:  Aldeia de São João ; em malaio:  Kampung St. John, Kampung Portugis) é uma área de Ujong Pasir em Malaca, Malásia, que serve de lar para o povo Kristang. O povo Kristang é um grupo étnico malaio com herança mista portuguesa e malaia, originário da época do domínio português em Malaca (séculos XVI a XVII).
Em 1933, 11 hectares de terra em Malaca foram comprados com o objetivo de criar um refúgio para o povo disperso de Kristang. O terreno pantanoso foi limpo e 10 casas de madeira com piso de terra e telhados de attap foram construídas. A vila de São João, como aquela vila de pescadores simples era originalmente conhecida, logo atraiu mais Kristang de outras áreas de Malaca e cresceu para se tornar uma das principais atrações turísticas de Malaca, melhorando o padrão de vida de seus habitantes.